# Robecchia gibba
Robecchia gibba är en insektsart som beskrevs av Baccetti 1991. Robecchia gibba ingår i släktet Robecchia och familjen gräshoppor. Inga underarter finns listade i Catalogue of Life.